# Henry Russell (velocista)
Henry Argue Russell, detto Hank (Buffalo, 15 dicembre 1904 – West Chester, 9 novembre 1986), è stato un velocista statunitense, campione olimpico della staffetta 4×100 metri ai Giochi olimpici di Amsterdam 1928.

## Palmarès
| Anno | Manifestazione  | Sede      | Evento      | Risultato  | Prestazione | Note            |
| ---- | --------------- | --------- | ----------- | ---------- | ----------- | --------------- |
| 1928 | Giochi olimpici | Amsterdam | 100 m piani | Semifinale | 10"8        |                 |
| 1928 | Giochi olimpici | Amsterdam | 4×100 m     | Oro        | 41"0        | Record mondiale |